# اشغال کشورهای حوزه دریای بالتیک توسط شوروی
اشغال کشورهای حوزه دریای بالتیک توسط شوروی به اشغال نظامی سه کشور حوزه دریای بالتیک (استونی، لتونی و لیتوانی) توسط اتحاد جماهیر شوروی اشاره دارد.